# Cligenes
Cligenes (en llatí Cleigenes, en grec antic Κλειγένης) fou un polític d'Acantos (Acanthus) enviat com a ambaixador a Esparta l'any 382 aC per obtenir l'ajut d'Esparta per Acantos i altres ciutats de la península Calcídica contra Olint. Xenofont reprodueix un discurs pronunciat per l'ocasió, on denúncia l'ambició d'Olint i el seu poder en creixement. La seva sol·licitud va ser atesa. També en parla Diodor de Sicília.